# Gruberhorn
Das Gruberhorn ist ein Berg mit einer Höhe von 1732 m ü. A. und liegt im Hauptkamm der Osterhorngruppe im Bundesland Salzburg in Österreich.

## Lage und Umgebung

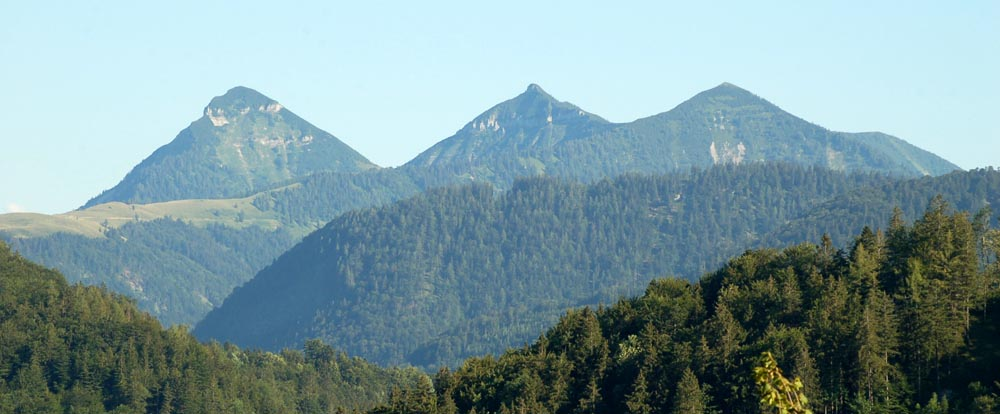
Gennerhorn, Gruberhorn und Regenspitz von Faistenau

Das Gruberhorn erhebt sich südlich des Ortes Hintersee als mittlerer Gipfel einer markanten Dreiergruppe, die noch von Faistenau gut zu sehen ist, zwischen Gennerhorn (1735 m) im Osten und Regenspitz (1675 m) im Nordwesten.
Nach Norden brechen diese drei Gipfel, aber insbesondere das Gruberhorn, mit einer mächtigen, mit Rinnen und Schluchten durchzogenen grasigen Steilflanke zur Gruberalm (1036 m) ab. Die Entwässerung dieses Kessels erfolgt über den Gruberbach in den Lämmerbach, der durch die gleichnamige Katastralgemeinde von Hintersee fließend, zuerst in die Taugl und damit in den Hintersee entwässert.
Im Westen und Südwesten wird der Kammverlauf, der über Hohen First, Gruberhorn und Regenspitz führt, als Reinsberg bezeichnet und bricht reich strukturiert, mit vielen Gräben und Rücken, hier Riedeln genannt, in den Tauglboden ab. Am Talausgang liegt die Ortschaft Sankt Koloman.
Die Aussicht vom Gipfel umfasst im Südosten das Dachsteinmassiv, den Gosaukamm mit der Bischofsmütze und das Tennengebirge im Süden. Im Westen baut sich der Untersberg auf, im Norden sind der Kolomannsberg, der Schober und der Faistenauer Schafberg (1559 m) zu sehen.
Von den Bergen der Osterhorngruppe erhebt sich direkt in der Fortsetzung des Südgrates der Hohe First (1718 m), im Westen der Schmittenstein (1695 m) und der Schlenken (1648 m).

## Geologie
Markant an den Bergen der Osterhorngruppe sind die waagrecht gebänderten Kalkschichten, die auch hier am Gruberhorn unterhalb des Gipfels und umlaufend gut zu sehen sind.

## Routen zum Gipfel

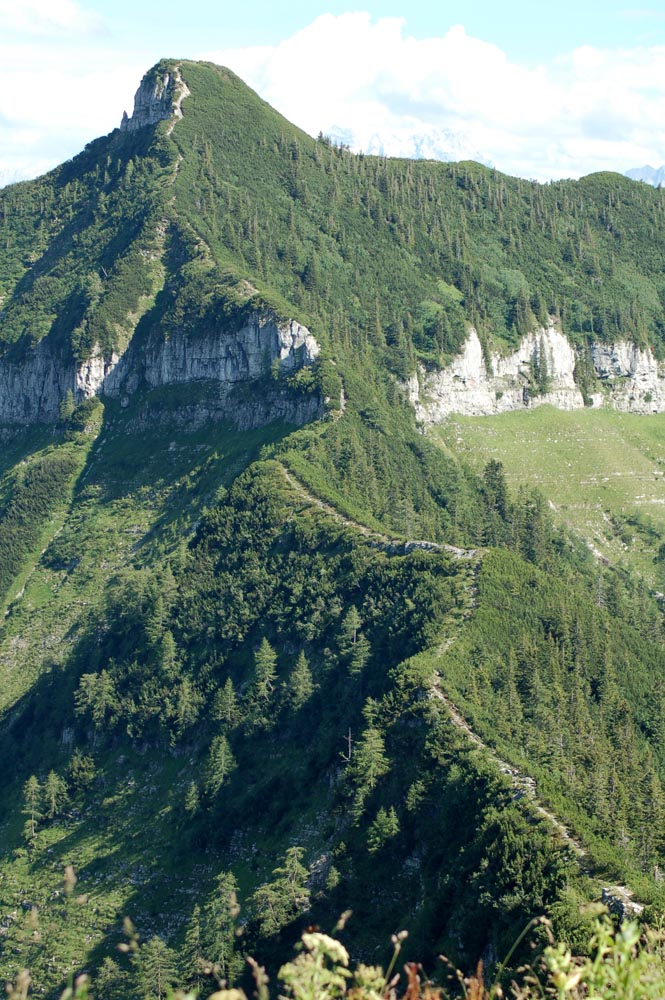
Gruberhorn vom Regenspitz (von Nordwesten)

Das Gruberhorn ist ein mit Latschen bewachsener Berg, Anstiege führen über den Ostgrat, den Südgrat und den Nordwestgrat über Schrofen und teilweise durch Latschengassen zum Gipfel. Durch die Flanken führen keine markierten Wege.
Der Normalanstieg erfolgt von der Genneralm (1295 m). Die Genneralm ist vom Ende des Lämmerbachtals über eine mautpflichtige Forststraße auch mit dem Privatfahrzeug erreichbar. Der Fußweg folgt weitgehend dieser Straße. Von der Genneralm führt der Weg an der Südseite des Gennerhorns vorbei in die Scharte zwischen Gennerhorn und Gruberhorn. (Von hier kann das Gennerhorn ebenfalls durch eine Latschengasse erstiegen werden.)
Aus der Scharte folgt man direkt dem Ostgrat zum Gipfel des Gruberhorns, wobei eine Steilstufe überraschend einfach überwunden werden kann.
Von Süden führt der Weg von der Hintertrattbergalm über den Hohen First und den Dürlstein (1697 m) direkt auf den Gipfel. Südgrat und Ostgrat sind Teil einer Variante des Arnowegs.
Der Nordwestgrat verbindet auf schmaler Schneide das Gruberhorn mit dem Regenspitz und bietet schöne Tiefblicke auf die Almwiesen der Gruberalm. Stützpunkt im Westen ist die Bergalm (1250 m).